# Joseph Gibbs
Joseph Gibbs (Dedham, Essex, 12 de dezembro de 1699 — Ipswich, 12 de dezembro de 1788), foi um compositor inglês.
Gibbs, embora nascido em Essex (n.1698), passou a última metade de sua vida em Ipswich, assumindo a posição de organista de St. Mary Le Tower , em Ipswich, em 1748, e ocupando essa posição até falecer em 1788. Seu primeiro trabalho foi publicado, Eight Solos for Violin with a Thorough Bass. Apenas mais um, Six Quartettos, foi sabidamente publicado no decorrer de seus quarenta anos como músico.
Gibbs foi a celebridade musical de Suffolk do seu tempo e um personagem muito importante na história da herança musical de Suffolk. Suas 8 sonatas para violino são consideradas entre os melhores exemplos da Inglaterra do século XVIII, e foram comparadas favoravelmente às de Handel. Quando publicado, a lista de assinaturas das sonatas contava com os músicos mais famosos da época, bem como com o "ótimo e bom" de Ipswich. Emocionante, os quartetos de cordas de Gibbs estão entre os primeiros a serem compostos por um inglês e ainda devem ser gravados; embora infelizmente nenhuma de suas músicas de órgão sobreviva.